# Bleikogel
De Bleikogel is een berg in de deelstaat Salzburg, Oostenrijk. De berg heeft een hoogte van 2.411 meter.
De Bleikogel is na de Raucheck de hoogste berg van het Tennengebergte.